# Viševca
Viševca este o localitate din comuna Cerklje na Gorenjskem, Slovenia.